# Santiago Maior (Cabo Verde)
Santiago Maior es una freguesia caboverdiana del municipio de Santa Cruz.

## Geografía
La freguesia abarca parte de la isla de Santiago.

## Organización territorial
La freguesia contaba en 2021 con 25 004 habitantes distribuidos en las entidades de población de:

### Ciudad
- Pedra Badejo

### Localidades
- Achada Belbel
- Achada Fazenda
- Achada Igreja
- Achada Lage
- Achada Ponta
- Boaventura
- Boca Larga
- Cancelo
- Chã da Silva
- Librão
- Matinho
- Monte Negro
- Porto Madeira
- Rebelo
- Renque Purga
- Ribeira Seca
- Ribeirão Almaço
- Ribeirão Boi
- Rocha Lama
- Saltos Abaixo
- Santa Cruz
- São Cristovão
- Serelho